# Limnodriloides uniampullatus
Limnodriloides uniampullatus är en ringmaskart som beskrevs av Erséus 1982. Limnodriloides uniampullatus ingår i släktet Limnodriloides och familjen glattmaskar. Inga underarter finns listade i Catalogue of Life.